# Bonvillard
Bonvillard is een gemeente in het Franse departement Savoie (regio Auvergne-Rhône-Alpes) en telt 322 inwoners (2005). De plaats maakt deel uit van het arrondissement Albertville.

## Geografie
De oppervlakte van Bonvillard bedraagt 16,9 km², de bevolkingsdichtheid is 19,1 inwoners per km².
De onderstaande kaart toont de ligging van Bonvillard met de belangrijkste infrastructuur en aangrenzende gemeenten.

## Demografie
Onderstaande figuur toont het verloop van het inwonertal (bron: INSEE-tellingen).